# Isosomodes giganteus
Isosomodes giganteus är en stekelart som först beskrevs av William Harris Ashmead 1886.  Isosomodes giganteus ingår i släktet Isosomodes och familjen kragglanssteklar. Inga underarter finns listade i Catalogue of Life.